# Saint-Victor-sur-Arlanc
Saint-Victor-sur-Arlanc är en kommun i departementet Haute-Loire i regionen Auvergne-Rhône-Alpes i centrala Frankrike. Kommunen ligger i kantonen Craponne-sur-Arzon som tillhör arrondissementet Le Puy-en-Velay. År 2022 hade Saint-Victor-sur-Arlanc 91 invånare.

## Befolkningsutveckling
Antalet invånare i kommunen Saint-Victor-sur-Arlanc
| Referens: INSEE |